# A magyar labdarúgó-válogatott 2013. augusztus 14-i mérkőzése
A magyar labdarúgó-válogatott barátságos mérkőzése Csehország ellen, 2013. augusztus 14-én. A találkozó végeredménye 1–1 lett.

## Előzmények
A magyar labdarúgó-válogatottnak a Csehország elleni volt az ötödik mérkőzése a 2013-as esztendőben. Az elsőre február 6-án került sor, Fehéroroszország ellen (barátságos, 1–1). Ezt követte két márciusi világbajnoki-selejtező, először döntetlen hazai pályán Romániával (2–2), majd szintén döntetlent ért el a csapat Törökország ellen, idegenben (1–1). Az ötödik találkozón született meg a válogatott első győzelme, június 6-án Kuvait ellenében (barátságos, 1–0).

„Ez nemcsak egy szimpla tesztmérkőzés számunkra, hanem komoly erőfelmérő, amelyen szeretnénk meghatározó játékot bemutatni még akkor is, ha legutóbb a tavaly júniusi, prágai találkozón ránk erőltették az akaratukat. (...) Szeretnénk ősszel összesen hat tétmérkőzést játszani, ehhez már a csehek ellen is fegyelmezett, jó játékot kell mutatnunk.”

– Egervári Sándor, Magyarország szövetségi kapitánya. 

Csehország négy mérkőzést játszott a magyarok elleni budapesti összecsapásig 2013-ban. Ezek közül kettőt megnyert, egy döntetlennel, valamint szintén egy találkozó vereséggel végződött számukra.

„Elsősorban nem az eredmény a fontos, de azért nem lényegtelen, mert tudjuk, hogy odahaza nagyítóval figyelik azt is, hogy a barátságos meccseken hogyan szerepelünk. Ugye tudjuk azt is, hogy tavaly a magyar csapat hazai pályán vert meg bennünket, ezért is szeretnénk revánsot venni. Olyan értelemben viszont nem készültünk külön a találkozóra, hogy extra módon kielemezzük a magyarok játékát, hiszen elsősorban magunkra, és arra koncentrálunk, hogy megfelelően felkészüljünk az örmények és az olaszok elleni selejtezőkre. Ettől függetlenül természetesen tisztában vagyunk a magyar csapat képességeivel, a támadósorukból például mindenképpen kiemelném Dzsudzsákot és Szalait. Azzal is tisztában vagyunk, hogy egy offenzív típusú együttessel találjuk magunkat szembe szerdán, amely jó játékerőt képvisel.”

– Michal Bílek, Csehország szövetségi kapitánya. 

A két csapat legutóbb 2012. június 1-jén csapott össze egymással, akkor Prágában, szintén barátságos mérkőzésen. A magyar válogatott Dzsudzsák Balázs, valamint Gyurcsó Ádám találatával 2–1-re nyert idegenben. 

## Keretek
Egervári Sándor, a magyar labdarúgó-válogatott szövetségi kapitánya, augusztus 5-én hirdette ki huszonhárom főből álló keretét a Csehország elleni mérkőzésre. A keretben egy abszolút újonc játékos volt megtalálható, Fiola Attila személyében, aki Paksi FC játékosa.
Michal Bílek, Csehország szövetségi kapitánya, augusztus 7-én nevezte meg azt a tizennyolc játékost akik elutazhattak Magyarországra.
| Magyarország                         | Magyarország      | Magyarország                     | Magyarország | Magyarország | Magyarország     | Magyarország                       |
| Poszt                                | Név               | Születési idő és életkor         | Vál.         | Gól          | Klub             | Utolsó válogatottság               |
| ------------------------------------ | ----------------- | -------------------------------- | ------------ | ------------ | ---------------- | ---------------------------------- |
| K                                    | Bogdán Ádám       | 1987. szeptember 27. (25 évesen) | 14           | 0            | Bolton Wanderers | 2013. 06. 06-án Kuvait ellen.      |
| K                                    | Király Gábor      | 1976. április 1. (37 évesen)     | 89           | 0            | 1860 München     | 2013. 03. 26-án Törökország ellen. |
| K                                    | Megyeri Balázs    | 1990. március 31. (23 évesen)    | 0            | 0            | Olimbiakósz      | –                                  |
| V                                    | Fiola Attila      | 1990. február 17. (23 évesen)    | 0            | 0            | Paksi FC         | –                                  |
| V                                    | Guzmics Richárd   | 1987. április 16. (26 évesen)    | 3            | 0            | Haladás          | 2013. 06. 06-án Kuvait ellen.      |
| V                                    | Juhász Roland     | 1983. július 1. (30 évesen)      | 77           | 6            | Videoton         | 2013. 06. 06-án Kuvait ellen.      |
| V                                    | Kádár Tamás       | 1990. március 14. (23 évesen)    | 11           | 0            | Diósgyőr         | 2013. 06. 06-án Kuvait ellen.      |
| V                                    | Korcsmár Zsolt    | 1989. január 9. (24 évesen)      | 18           | 0            | Greuther Fürth   | 2013. 06. 06-án Kuvait ellen.      |
| V                                    | Laczkó Zsolt      | 1986. december 18. (26 évesen)   | 21           | 0            | Sampdoria        | 2012. 09. 07-én Andorra ellen.     |
| V                                    | Mészáros Norbert  | 1980. augusztus 19. (32 évesen)  | 8            | 0            | Debreceni VSC    | 2013. 03. 26-án Törökország ellen. |
| V                                    | Vanczák Vilmos    | 1983. június 20. (30 évesen)     | 71           | 4            | FC Sion          | 2013. 06. 06-án Kuvait ellen.      |
| KP                                   | Dzsudzsák Balázs  | 1986. december 23. (26 évesen)   | 53           | 11           | Gyinamo Moszkva  | 2013. 06. 06-án Kuvait ellen.      |
| KP                                   | Elek Ákos         | 1988. július 21. (25 évesen)     | 25           | 1            | Diósgyőr         | 2013. 03. 26-án Törökország ellen. |
| KP                                   | Hajnal Tamás      | 1981. március 15. (32 évesen)    | 55           | 6            | FC Ingolstadt    | 2013. 03. 26-án Törökország ellen. |
| KP                                   | Koman Vladimir    | 1989. március 16. (24 évesen)    | 29           | 7            | FK Krasznodar    | 2013. 06. 06-án Kuvait ellen.      |
| KP                                   | Kovács István     | 1992. március 27. (21 évesen)    | 1            | 0            | Videoton         | 2013. 03. 22-én Románia ellen.     |
| KP                                   | Pintér Ádám       | 1988. június 12. (25 évesen)     | 16           | 0            | –                | 2013. 03. 26-án Törökország ellen. |
| KP                                   | Varga József      | 1988. június 6. (25 évesen)      | 21           | 0            | Middlesbrough    | 2013. 06. 06-án Kuvait ellen.      |
| CS                                   | Böde Dániel       | 1986. október 24. (26 évesen)    | 3            | 1            | Ferencváros      | 2013. 06. 06-án Kuvait ellen.      |
| CS                                   | Lovrencsics Gergő | 1988. szeptember 1. (24 évesen)  | 1            | 0            | Lech Poznań      | 2013. 06. 06-án Kuvait ellen.      |
| CS                                   | Szabics Imre      | 1981. március 22. (32 évesen)    | 34           | 13           | SK Sturm Graz    | 2013. 03. 22-én Románia ellen.     |
| CS                                   | Szalai Ádám       | 1987. december 9. (25 évesen)    | 16           | 7            | Schalke 04       | 2013. 03. 26-án Törökország ellen. |
| CS                                   | Varga Roland      | 1990. január 23. (23 évesen)     | 0            | 0            | Győri ETO        | –                                  |
| Szövetségi kapitány: Egervári Sándor |                   |                                  |              |              |                  |                                    |

| Csehország                        | Csehország             | Csehország                       | Csehország | Csehország | Csehország           | Csehország                          |
| Poszt                             | Név                    | Születési idő és életkor         | Vál.       | Gól        | Klub                 | Utolsó válogatottság                |
| --------------------------------- | ---------------------- | -------------------------------- | ---------- | ---------- | -------------------- | ----------------------------------- |
| K                                 | Jaroslav Drobný        | 1979. október 18. (33 évesen)    | 6          | 0          | Hamburg              | 2012. 05. 26-án Izrael ellen.       |
| K                                 | Tomáš Vaclík           | 1989. március 29. (24 évesen)    | 1          | 0          | Sparta Praha         | 2012. 11. 14-én Szlovákia ellen.    |
| V                                 | Theodor Gebre Selassie | 1986. december 24. (26 évesen)   | 23         | 1          | Werder Bremen        | 2013. 06. 07-én Olaszország ellen.  |
| V                                 | Michal Kadlec          | 1984. december 13. (28 évesen)   | 47         | 8          | Fenerbahçe           | 2013. 06. 07-én Olaszország ellen.  |
| V                                 | David Limberský        | 1983. október 6. (29 évesen)     | 20         | 0          | Viktoria Plzeň       | 2013. 06. 07-én Olaszország ellen.  |
| V                                 | Václav Procházka       | 1984. május 8. (29 évesen)       | 0          | 0          | Viktoria Plzeň       | –                                   |
| V                                 | Tomáš Sivok            | 1983. szeptember 15. (29 évesen) | 40         | 3          | Beşiktaş             | 2013. 06. 07-én Olaszország ellen.  |
| V                                 | Marek Suchý            | 1988. március 29. (25 évesen)    | 11         | 0          | Szpartak Moszkva     | 2013. 06. 07-én Olaszország ellen.  |
| KP                                | Vladimír Darida        | 1990. augusztus 8. (23 évesen)   | 13         | 0          | Viktoria Plzeň       | 2013. 06. 07-én Olaszország ellen.  |
| KP                                | Tomáš Hořava           | 1988. május 29. (25 évesen)      | 1          | 0          | Viktoria Plzeň       | 2013. 02. 06-án Törökország ellen.  |
| KP                                | Tomáš Hübschman        | 1981. szeptember 4. (31 évesen)  | 54         | 0          | Sahtar Doneck        | 2013. 06. 07-én Olaszország ellen.  |
| KP                                | Josef Hušbauer         | 1990. március 16. (23 évesen)    | 2          | 0          | Sparta Praha         | 2012. 09. 08-án Dánia ellen.        |
| KP                                | Petr Jiráček           | 1986. március 2. (27 évesen)     | 21         | 3          | Hamburg              | 2013. 06. 07-én Olaszország ellen.  |
| KP                                | Jaroslav Plašil        | 1982. január 5. (31 évesen)      | 84         | 6          | Bordeaux             | 2013. 06. 07-én Olaszország ellen.  |
| KP                                | Ondřej Vaněk           | 1990. szeptember 25. (22 évesen) | 0          | 0          | Baumit Jablonec      | –                                   |
| CS                                | Václav Kadlec          | 1992. május 20. (21 évesen)      | 3          | 1          | Sparta Praha         | 2013. 06. 07-én Olaszország ellen.  |
| CS                                | Libor Kozák            | 1989. május 30. (24 évesen)      | 3          | 0          | Lazio                | 2013. 06. 07-én Olaszország ellen.  |
| CS                                | Michael Rabušic        | 1989. szeptember 17. (23 évesen) | 0          | 0          | Slovan Liberec       | –                                   |
| CS                                | Matěj Vydra            | 1992. május 1. (21 évesen)       | 7          | 2          | West Bromwich Albion | 2013. 03. 26-án Örményország ellen. |
| Szövetségi kapitány: Michal Bílek |                        |                                  |            |            |                      |                                     |

## A mérkőzés
A találkozót a budapesti Puskás Ferenc Stadionban rendezték, 20:30-as kezdéssel. Az első játékrész elején felváltva forogtak veszélyben a kapuk, mindkét csapat veszélyes támadásokat vezetett. A huszonharmadik percben Libor Kozák közelről emelt a magyar kapuba, ezáltal vezetéshez juttatva a cseheket. A szünetre 1–0-s vendég vezetéssel vonultak a csapatok. A félidőben mindkét szövetségi kapitány változtatott csapatán. Rögtön a fordulás után Vanczák Vilmos fejelt kapufára egy szögletből érkező beadást. Az ötvennegyedik percben Petr Jiráček három méterről lőtt az üres kapu mellé. Két perccel később tizenegyeshez jutott Magyarország, Vanczákot lökték fel a tizenhatoson belül. A büntetőt Dzsudzsák Balázs értékesítette, a labda a jobb kapufáról került a cseh kapuba. A találkozó hátralevő részét nagy iram jellemezte, sok helyzettel, azonban az eredmény már nem változott: Magyarország–Csehország 1–1.

„A második félidőben kifejezetten jól játszottunk, ahhoz is közel jártunk, hogy megnyerjük a mérkőzést, de bőven volt helyzete az ellenfélnek is. Voltak hibáink, amiket ki kell javítanunk, sokszor mögénk kerültek, és ezekből nagy helyzeteket teremtettek. A csapat hozzáállása, akarata dicséretet érdemel, még akkor is, ha hibáztunk néhányszor. Bölcsebbek lettünk néhány játékos formáját illetően, illetve beilleszthetőségével kapcsolatban. Én azt a harcos hozzáállást, amit a második félidőben, egy erős csapat ellen mutattunk a győzelem érdekében, olyan erénynek vélem, amit kamatoztathatunk.”

– Egervári Sándor 

„Ez egy jó mérkőzés volt. Összességében elégedett vagyok az eredménnyel és a játékkal, nyilván figyelembe kell venni, hogy még a szezon elején járunk. Voltak helyzetek, amik előttünk adódtak, azokat be kellett volna rúgni, de azt is el kell ismerni, hogy akadt, amikor a mi kapusunknak kellett nagyot mentenie, ezért vélem úgy, hogy igazságos az eredmény.”

– Michal Bílek 

### Az összeállítások
| 2013. augusztus 14. 20:30 |

| Magyarország             | 1 – 1               | Csehország          |
| ------------------------ | ------------------- | ------------------- |
| Dzsudzsák 56' (11-esből) | (0 – 1) Jegyzőkönyv | 23' Kozák 50' Suchý |

| Puskás Ferenc Stadion, Budapest Nézőszám: 18 000 Játékvezető: Howard Webb (angol) |

| Csapatszínek | Csapatszínek | Csapatszínek |
| Csapatszínek |              |              |
| Csapatszínek |              |              |
|              |              |              |
| Magyarország |              |              |

| Csapatszínek | Csapatszínek | Csapatszínek |
| Csapatszínek |              |              |
| Csapatszínek |              |              |
|              |              |              |
| Csehország   |              |              |

Használt rövidítések (magyar rövidítés – angol rövidítés – poszt):
| - KA – GK – kapus - V – DF – hátvéd - S – SW – söprögető - JV – RB – jobb oldali védő - KV – CB – középső védő - BV – LB – bal oldali védő - JSZV – RWB – jobb szélső védő - BSZV – LWB – bal szélső védő | - KP – MF – középpályás - VKP – DM – védekező középpályás - BKP – LM – bal oldali középpályás - KKP – CM – középső középpályás - JKP – RM – jobb oldali középpályás | - JSZ – RW – jobb szélső - BSZ – LW – bal szélső - TKP – AM – támadó középpályás | - CS – ST, FW – csatár - JCS – RF – jobb oldali csatár - KCS – CF – középső csatár - BCS – LF – bal oldali csatár |

| MAGYARORSZÁG:   |    |                   |  |             |
|                 |    |                   |  |             |
| KA              | 1  | Bogdán Ádám       |  |             |
| JV              | 3  | Vanczák Vilmos    |  |             |
| KV              | 21 | Korcsmár Zsolt    |  | 69'         |
| KV              | 23 | Juhász Roland     |  |             |
| BV              | 4  | Kádár Tamás       |  |             |
| VKP             | 16 | Pintér Ádám       |  | a szünetben |
| VKP             | 8  | Varga József      |  |             |
| JSZ             | 11 | Koman Vladimir    |  |             |
| TKP             | 10 | Kovács István     |  | a szünetben |
| BSZ             | 7  | Dzsudzsák Balázs  |  |             |
| CS              | 9  | Szalai Ádám       |  | 89'         |
| Cserék:         |    |                   |  |             |
| KA              | 12 | Király Gábor      |  |             |
| V               | 2  | Guzmics Richárd   |  | 69'         |
| KP              | 5  | Elek Ákos         |  |             |
| V               | 6  | Laczkó Zsolt      |  |             |
| CS              | 13 | Böde Dániel       |  | a szünetben |
| V               | 14 | Fiola Attila      |  |             |
| CS              | 15 | Lovrencsics Gergő |  |             |
| V               | 17 | Mészáros Norbert  |  |             |
| CS              | 18 | Szabics Imre      |  | 89'         |
| CS              | 19 | Varga Roland      |  |             |
| KP              | 20 | Hajnal Tamás      |  | a szünetben |
| KA              | 22 | Megyeri Balázs    |  |             |
| Vezetőedző:     |    |                   |  |             |
| Egervári Sándor |    |                   |  |             |

| CSEHORSZÁG:  |    |                        |     |             |
|              |    |                        |     |             |
| KA           | 23 | Jaroslav Drobný        |     |             |
| JV           | 2  | Theodor Gebre Selassie |     |             |
| KV           | 6  | Tomáš Sivok            |     | a szünetben |
| KV           | 4  | Marek Suchý            | 50' |             |
| BV           | 3  | Michal Kadlec          |     | 81'         |
| VKP          | 13 | Jaroslav Plašil        |     |             |
| JSZ          | 22 | Vladimír Darida        |     | 58'         |
| TKP          | 7  | Josef Hušbauer         |     | 66'         |
| BSZ          | 19 | Petr Jiráček           |     |             |
| CS           | 12 | Matěj Vydra            |     | 58'         |
| CS           | 9  | Libor Kozák            |     | 58'         |
| Cserék:      |    |                        |     |             |
| KA           | 16 | Tomáš Vaclík           |     |             |
| V            | 5  | Václav Procházka       |     | a szünetben |
| V            | 8  | David Limberský        |     | 81'         |
| CS           | 11 | Michael Rabušic        |     | 58'         |
| CS           | 14 | Václav Kadlec          |     | 58'         |
| KP           | 17 | Tomáš Hořava           |     | 58'         |
| KP           | 18 | Ondřej Vaněk           |     | 66'         |
| Vezetőedző:  |    |                        |     |             |
| Michal Bílek |    |                        |     |             |

Asszisztensek:

Mike Mularkey (angol) (partvonal)

Simon Long (angol) (partvonal)

Negyedik játékvezető:

Martin Atkinson (angol)

## Örökmérleg a mérkőzés után
| Magyarország |           | Csehország |
| ------------ | --------- | ---------- |
| 4            | Győzelem  | 2          |
| 3            | Döntetlen | 3          |
| 23           | Gólok     | 19         |
| 15/27        | Pontok    | 9/27       |
| 55,5%        | %         | 33,3%      |